# Yushania grammata
Yushania grammata är en gräsart som beskrevs av Tong Pei Yi. Yushania grammata ingår i släktet yushanior, och familjen gräs. Inga underarter finns listade i Catalogue of Life.